# Club El Country de Bogotá
El Country Club Bogotá, conocido también como Club El Country es un club situado en la localidad de Usaquén, al norte de Bogotá. Se caracteriza por su cancha de golf y sus espacios para practicar deportes típicos, como la equitación o el polo. En 2008 algunos de sus terrenos fueron transformados en un parque público distrital. Durante el siglo XX, ha constituido uno de los hitos de la tendencia de desarrollo urbano hacia el norte de la ciudad.

## Historia
El club se fundó en 1917 en el límite norte de la Bogotá de entonces, entre las calles Cuarenta y nueve y Cincuenta y una, en terrenos al occidente de la avenida Caracas. En 1927 se adquirieron terrenos de la hacienda El Retiro, y en las décadas siguientes se construyeron las canchas de golf y de polo. La expansión de la ciudad al norte determinó el cambio de sede a la actual en la calle Ciento veintisiete, en la antigua hacienda Contador. Allí se construyó la primera piscina cubierta de la ciudad, realizándose asimismo importantes instalaciones ecuestres.